# Köln (Schiff, 1930)
Die Köln war ein Leichter Kreuzer der Reichsmarine und der späteren Kriegsmarine. Das Schiff war nach der Stadt Köln benannt und war die dritte und letzte Einheit der Königsberg-Klasse. Schwesterschiffe waren die Königsberg und die Karlsruhe.

## Geschichte

### Bau und Indienststellung
Der Stapellauf der Köln als dritte und letzte Einheit der Königsberg-Klasse fand am 23. Mai 1928 auf der Reichsmarinewerft in Wilhelmshaven in Anwesenheit des Kölner Oberbürgermeisters Konrad Adenauer, des Reichswehrministers Wilhelm Groener und des Chefs der Marineleitung, Admiral Hans Zenker, statt.

### Einsatz
Vom 8. Dezember 1932 bis 12. Dezember 1933 unternahm der Kreuzer Köln eine Ausbildungsreise für zukünftige Offiziere. Sie führte von Wilhelmshaven durch die Nordsee und die Biskaya nach Spanien. Anschließend ging es ins Mittelmeer, wo Italien und Ägypten besucht wurden. Dann ging es durch den Sueskanal in das Rote Meer und in den Indischen Ozean. Auf der Fahrt von Sabang nach Fremantle fand am 2. März 1933 die Äquatortaufe statt. Die weiteren Stationen waren Sydney, Hobart, Rabaul, Guam, Japan, China, Flores und Ceylon. Danach ging es wieder durch den Sueskanal, durch das Mittelmeer, die Biskaya und die Nordsee zurück nach Wilhelmshaven.
Während des Spanischen Bürgerkrieges patrouillierte die Köln an der spanischen Mittelmeerküste.
Im Zweiten Weltkrieg nahm die Köln an Operationen in der Ostsee und in der Kriegsschiffgruppe 3 unter Konteradmiral Hubert Schmundt am Unternehmen Weserübung teil. Danach wurde sie als Minenleger und gelegentlich im Handelskrieg in der Nordsee eingesetzt. In den Jahren 1939 und 1940 wurden auf dem Kreuzer Köln Erprobungen einer Flettner Fl 265 durchgeführt, dazu wurde eine Landeplattform auf dem Turm B errichtet. Nach einem U-Boot-Angriff im Februar 1943 mussten die Köln und der Schwere Kreuzer Admiral Hipper wegen der notwendigen größeren Reparaturen außer Dienst gestellt werden. Erst ab März 1944 war die Köln wieder in Dienst, nun als Schulschiff.
Am 12. Dezember 1944 wurde die Köln bei einem Bombenangriff schwer beschädigt und danach zur Reparatur nach Wilhelmshaven gebracht. Dort wurde das Schiff bei einem erneuten Fliegerangriff durch fünf Bomben am 31. März 1945 im Bauhafen der Kriegsmarinewerft auf Grund gesetzt. Die beiden achteren Drillingstürme blieben einsatzbereit und konnten in den letzten Kriegstagen noch in die Kämpfe um Wilhelmshaven eingreifen. Sie beschossen die anrückenden Briten, bis die verfügbare 15-cm-Munition verbraucht war. Anschließend wurde das Wrack gesprengt.

### Bilder

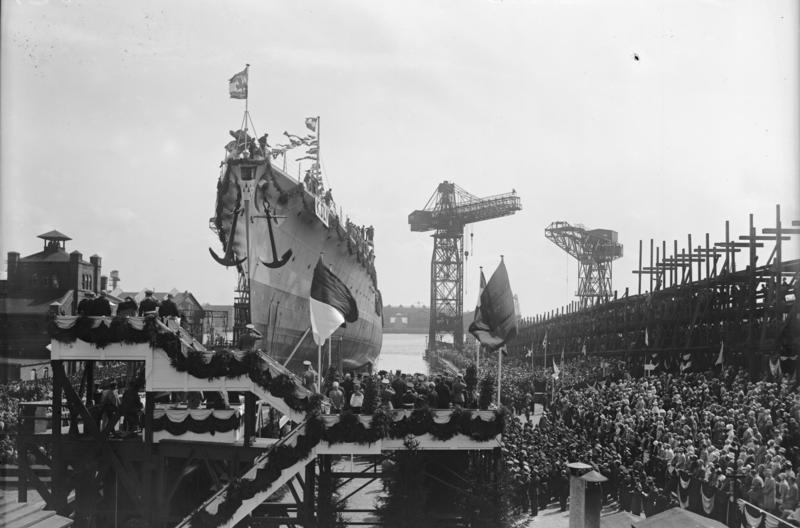
Stapellauf
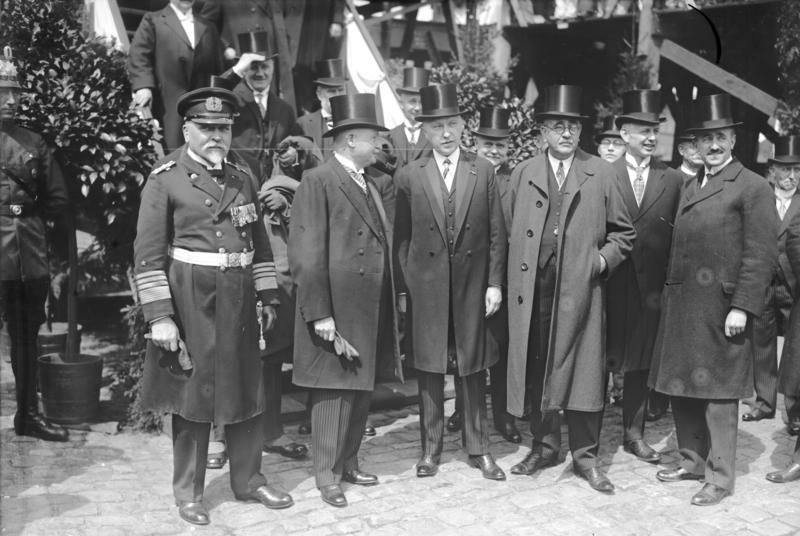
Stapellauf mit Hans Zenker, Wilhelm Groener, Konrad Adenauer und Gustav Noske
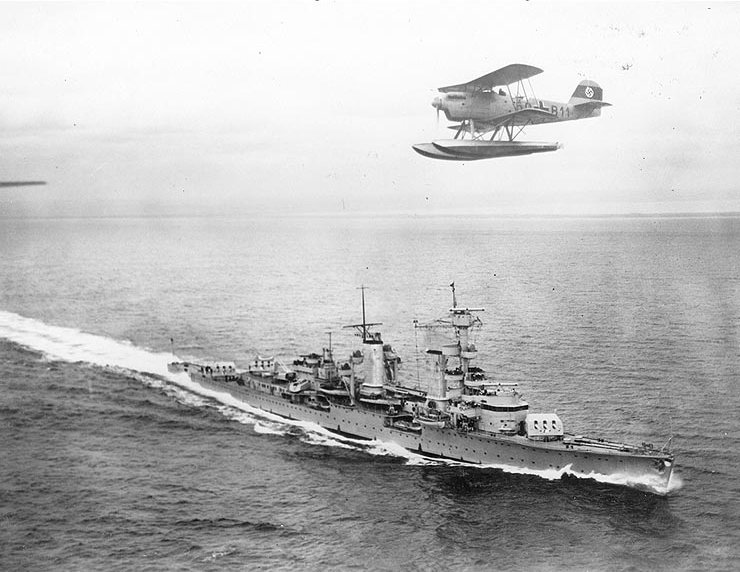
Die Köln mit einer Heinkel He 60
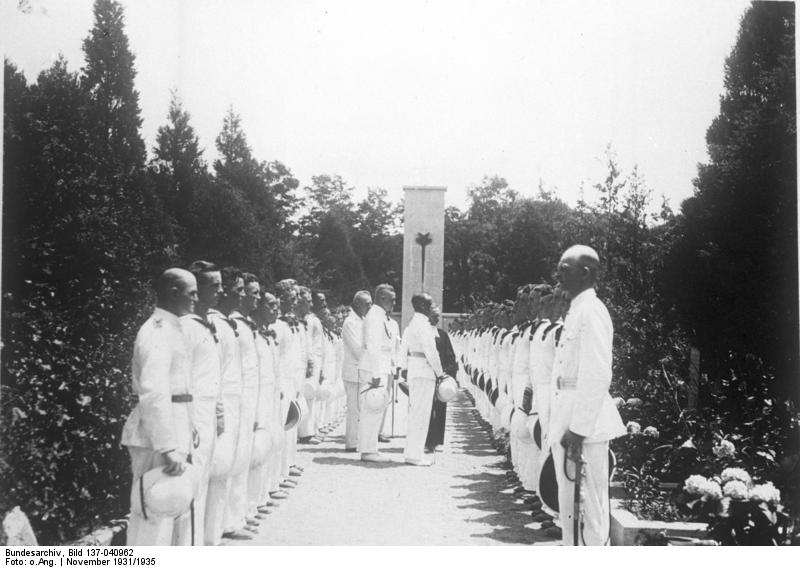
Besatzung der Köln am Gefallenendenkmal in Tsingtau, China

## Kommandanten
| 15. Januar 1930 bis 27. September 1932 | Fregattenkapitän / Kapitän zur See Ludwig von Schröder |
| 28. September 1932 bis 19. März 1934   | Fregattenkapitän / Kapitän zur See Otto Schniewind     |
| 20. März 1934 bis 30. September 1935   | Fregattenkapitän / Kapitän zur See Werner Fuchs        |
| 1. Oktober 1935 bis 15. Oktober 1937   | Fregattenkapitän / Kapitän zur See Otto Backenköhler   |
| 16. Oktober 1937 bis 14. Januar 1940   | Kapitän zur See Theodor Burchardi                      |
| 15. Januar 1940 bis 28. Mai 1941       | Kapitän zur See Ernst Kratzenberg                      |
| 29. Mai 1941 bis 28. März 1942         | Kapitän zur See Friedrich Hüffmeier                    |
| 29. März bis 24. Mai 1942              | Korvettenkapitän Hellmuth Strobel (in Vertretung)      |
| 25. Mai bis 12. Dezember 1942          | Kapitän zur See Martin Baltzer                         |
| 13. Dezember 1942 bis 17. Februar 1943 | Kapitän zur See Hans Karl Meyer                        |
| 1. April 1944 bis Januar 1945          | Fregattenkapitän / Kapitän zur See Hellmuth Strobel    |
| Januar bis April 1945                  | Korvettenkapitän Fritz-Henning Brande                  |

## Bekannte Besatzungsangehörige
- Heinz Neukirchen (1915–1986), war Vizeadmiral in der Volksmarine der DDR sowie Präsident der Direktion Seeverkehr und Hafenwirtschaft und schrieb darüber hinaus mehrere maritime Bücher
- Otto Kretschmer (1912–1998), war von 1965 bis 1970 als Flottillenadmiral Chef des Stabes beim NATO-Befehlshaber der Seestreitkräfte Ostseezugänge